# Сподня Сенарска
Сподня Сенарска (словен. Spodnja Senarska) — поселення в общині Света Троїца-в-Словенських Горицях, Подравський регіон‎, Словенія.